# Aleksandr Vladimirovič Ruckoj
Aleksandr Vladimirovič Ruckoj (in russo Александр Владимирович Руцкой?; Proskuriv, 16 settembre 1947) è un politico ed ex generale russo.
Primo e unico vicepresidente della Federazione Russa dal 1991 al 1993, ha avuto un ruolo importante nella crisi costituzionale del 1993, durante la quale si è costituzionalmente proclamato presidente ad interim dopo l'impeachment a Boris El'cin.

## Biografia
Figlio di un veterano pluridecorato del fronte orientale originario di Kursk, Ruckoj cominciò il servizio militare nel 1966, conseguendo il diploma presso la scuola superiore di aviazione militare di Barnaul nel 1971 e laureandosi nel 1980 all'accademia aeronautica di Mosca intitolata a Gagarin. Aveva raggiunto il grado di colonnello quando fu inviato nell'invasione sovietica dell'Afghanistan.
Fu al comando di un reggimento d'assalto aereo quando fu abbattuto due volte: la prima nel 1986 e la seconda volta nel 1988 da un F-16 pakistano pilotato dal Sqn. Ldr. Athar Bukhari dell'Aeronautica militare pakistana, quando, volando con un aereo Su-25, entrò per errore nello spazio aereo pakistano. Lanciatosi dal velivolo, fu catturato dai mujaheddin: interrogato dall'Inter-Services Intelligence, gli venne offerta la possibilità di defezionare da parte della CIA, ma successivamente venne liberato e riconsegnato ai sovietici su pressione della CIA stessa, per evitare che una sua uccisione da parte delle milizie mujaheddin facesse saltare le trattative per il ritiro dei sovietici dall'Afghanistan.
Nel 1988, per il suo coraggio fu premiato con l'onorificenza di Eroe dell'Unione Sovietica. In occasione delle elezioni presidenziali in Russia del 1991 fu scelto da Boris El'cin come vicepresidente   della Repubblica Socialista Sovietica Federativa Russa e, quando questa divenne Federazione Russa, lui mantenne il suo incarico. 
Il rapporto tra il presidente e Ruckoj peggiorò per le critiche di quest’ultimo alle riforme economiche, al punto che El´cin il primo settembre 1993 lo sospese dalle sue funzioni. Ma il Soviet Supremo russo boicottò anche questa decisione che pertanto non entrò in vigore e Ruckoj poté subentrare come presidente facente funzioni nella notte del 22 settembre 1993. E così fu lui a guidare la rivolta della Duma del settembre 1993. 
Dopo la sconfitta e l'oblio, Ruckoj ha in seguito proseguito la sua carriera politica legandosi in particolare all’oblast di Kursk, ma alle legislative del 2016 il suo partito, Patrioti della Russia, non ha superato la soglia di sbarramento.